# Mycetophila arribalzagai
Mycetophila arribalzagai är en tvåvingeart som beskrevs av Duret 1981. Mycetophila arribalzagai ingår i släktet Mycetophila och familjen svampmyggor. Inga underarter finns listade i Catalogue of Life.